# Franck Songo’o
Franck Songo’o (* 14. Mai 1987 in Yaoundé, Kamerun) ist ein kamerunischer Fußballspieler, der bei Portland Timbers in der nordamerikanischen Major League Soccer spielt. Er besitzt auch einen französischen Pass.

## Spielerkarriere

### National
Franck Songo’o, Sohn des früheren kamerunischen Nationaltorhüters Jacques Songo’o, begann seine Karriere als Fußballer in der Jugend von Deportivo La Coruña, wo auch sein Vater bereits spielte. Anschließend zog es ihn für drei Jahre (2002–2005) zum FC Barcelona. Dort konnte er sich jedoch nicht durchsetzen und so nahm er das Angebot des englischen Erstligisten FC Portsmouth an. In drei Jahren kam er allerdings auch dort nur auf drei Einsätze.
Insgesamt vier Mal wurde Songo’o in seiner Zeit in England verliehen. Zunächst 2006 an den AFC Bournemouth, dann 2007 an die Zweitligisten Preston North End und Crystal Palace, wo er erste Erfahrungen im Profifußball sammeln konnte. Im Frühjahr 2008 wurde Songo’o an Sheffield Wednesday verliehen, für das er seine ersten beiden Profitore erzielte.
Im Sommer 2008 wechselte der Kameruner zum spanischen Zweitligisten Real Saragossa. Mit Saragossa gelang ihm im Jahr 2009 die Rückkehr in die Primera División, wo er jedoch kaum zum Zuge kaum. In der Winterpause wurde er zu Real Sociedad San Sebastián in die Segunda División ausgeliehen, wo er ebenfalls den Aufstieg schaffte. Seit seiner Rückkehr nach Saragossa im Sommer 2010 wird er dort allerdings nicht mehr berücksichtigt.
Aus diesem Grund unterschrieb er im Sommer 2011 einen Vertrag beim spanischen Zweitligisten Albacete Balompié.

### International
Ursprünglich spielte Franck Songo’o für die U19 Frankreichs. Er bekam jedoch ein Angebot seines Heimatlandes Kamerun für deren A-Nationalmannschaft aufzulaufen und so wechselte er nach Zustimmung der Fifa die Nationalmannschaft. Er nahm an Olympia 2008 teil und kam in drei Spielen zum Einsatz.